# Hydraena gavarrensis
Hydraena gavarrensis är en skalbaggsart som beskrevs av Jäch, Díaz och Martinoy 2005. Hydraena gavarrensis ingår i släktet Hydraena och familjen vattenbrynsbaggar. Inga underarter finns listade i Catalogue of Life.